# 2045
Cette page concerne l'année 2045  du calendrier grégorien. Pour l'année 2045 av. J.-C., voir 2045 av. J.-C.
L'année 2045 est une année commune qui commence un dimanche.
C'est la 2045e année de notre ère, la 45e année du IIIe millénaire et du XXIe siècle et la 6e année de la décennie 2040-2049.

## Autres calendriers
L'année 2045 du calendrier grégorien correspond aux dates suivantes :
- Calendrier berbère : 2994 / 2995
- Calendrier hébraïque : 5805 / 5806
- Calendrier indien : 1966 / 1967
- Calendrier musulman : 1466 / 1467
- Calendrier persan : 1423 / 1424

## Événements prévus
- 12 août : une éclipse solaire totale se produira du nord de la Californie à la Floride.

## 2045 dans la fiction
Se déroulent en 2045 :
- Critters 4, film sorti en 1992 ;
- Ready Player One, film sorti en 2018 ;
- Big Bug, film sorti en 2022 ;
- The Promised Neverland, série de manga.